# Draco Racing
Draco Racing é uma equipe de automobilismo com sede na Itália, que participa da World Series by Renault com o nome de Draco Multiracing USA